# Juan Verdugo Pérez
Juan Verdugo Pérez (Còrdova, Andalusia, 22 de maig de 1949), és un jugador espanyol de futbol, ja retirat, que va destacar per la seva fortalesa i la seva seguretat en defensa. Va ser internacional amb la selecció catalana i amb la selecció espanyola.

## Trajectòria
Va iniciar la seva carrera al Club Séneca, fins que va passar al Córdoba CF, on va destacar com a defensa. Això va fer que el Reial Madrid el fitxés. Amb el club blanc va disputar 4 temporades, fins que va fitxar pel RCD Espanyol l'any del 75è aniversari del club. Amb el club català es va convertir en un referent defensiu i va firmar grans actuacions que el van portar a debutar amb la selecció espanyola l'any 1978.

## Palmarès
- 2 Lliga espanyola (1972, 1975) amb el Reial Madrid
- 2 Copa del Rei (1974,1975) amb el Reial Madrid